# Серро-Эль-Кондор
Серро-Эль-Кондор, Эль-Кондор (исп. Cerro El Cóndor) — стратовулкан в аргентинской провинции Катамарка. Расположен в Западных Кордильерах, недалеко от чилийской границы. Высота составляет по разным оценкам 6300, 6381, 6414 или 6532 м.